# Василиу, Георгиос
Гео́ргиос Васос Васили́у (греч. Γιώργος Βασιλείου; род. 20 мая 1931, Фамагуста, колония Кипр) — кипрский политик, президент Кипра с 28 февраля 1988 года до 28 февраля 1993 года.

## Биография
Родился в семье врача и члена центрального комитета коммунистической партии Кипра, принимавшего участие в Гражданской войне в Греции. Просле этого его родители и сестра жили в эмиграции Ташкенте, СССР, в то время как он сам жил в Будапеште (Венгерская Народная Республика), где Георгиос Василиу учился у Имре Надя в университете. В 1956 году, из-за восстания был вынужден уехать в Лондон, где завершил своё образование. 
В 1988 году, баллотируясь как независимый кандидат, но при поддержке коммунистов, победил на президентских выборах Спироса Киприану, а на следующих выборах 1993 года, уже как официальный кандидат от коммунистов, проиграл Глафкосу Клиридису, после чего основал партию Свободное демократическое движение. 
В 1996 году был избран председателем партии Объединённые демократы. В 2001 году потерял место в парламенте, после того, как в 2004 году план Кофи Аннана (План Аннана) по объединению Кипра провалился на референдуме, он в 2005 году ушёл в отставку с поста лидера партии в пользу Михалиса Папапетру. В 1998—2003 годах руководил переговороми с Европейским союзом по вступлению Кипра в эту организацию. С 2008 года член Европейского совета по толерантности и взаимоуважению.

## Публикации
- Ниязи Кызылюрек. Георгиос Василиу: размышления о прошлом и будущем = George Vassiliou: Reflections on the Past and the Future. — М.: Весь Мир, 2016. — 136 с. — ISBN 978-5-7777-0625-6.